# Occimiano
Occimiano is een gemeente in de Italiaanse provincie Alessandria (regio Piëmont) en telt 1409 inwoners (31-12-2004). De oppervlakte bedraagt 22,4 km², de bevolkingsdichtheid is 63 inwoners per km².

## Demografie
Occimiano telt ongeveer 582 huishoudens. Het aantal inwoners daalde in de periode 1991-2001 met 2,1% volgens cijfers uit de tienjaarlijkse volkstellingen van ISTAT.
| Jaar | Inwoneraantal |
| ---- | ------------- |
| 1991 | 1415          |
| 2001 | 1385          |

## Geografie
Occimiano grenst aan de volgende gemeenten: Borgo San Martino, Casale Monferrato, Conzano, Giarole, Lu, Mirabello Monferrato, Pomaro Monferrato.